# Nevero

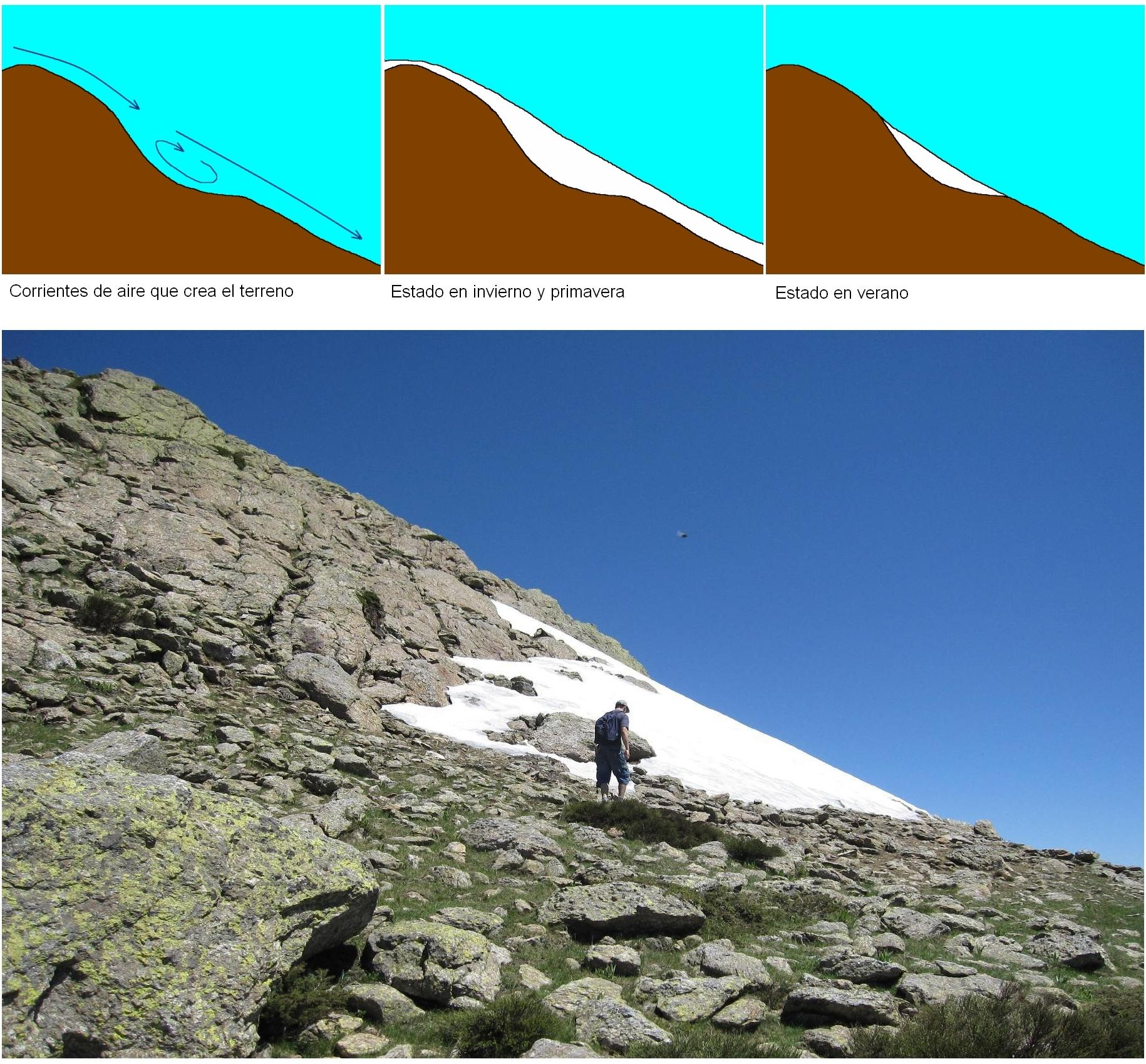
Esquemas de la formación de un nevero y fotografía de uno en junio de la Sierra de Guadarrama (España).

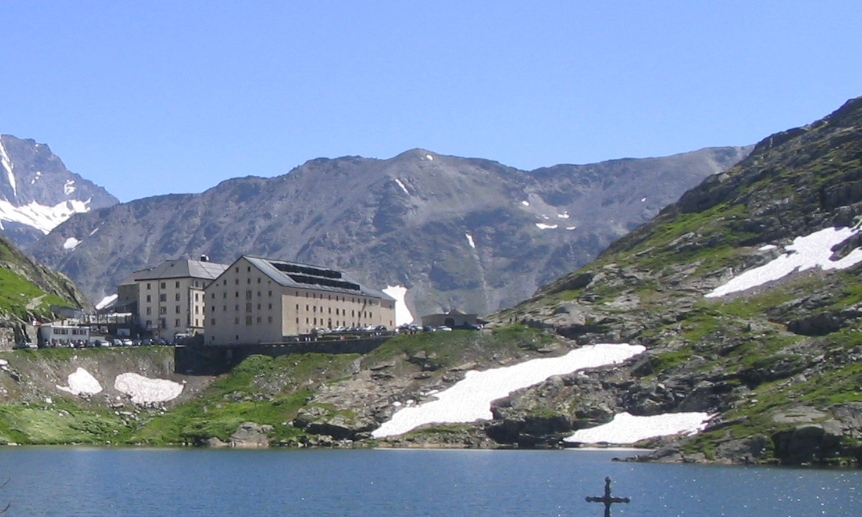
Neveros en los Alpes, a una altitud de 2500 m. Fotografía tomada en julio.

Un nevero (también llamado helero o ventisquero) es una acumulación de nieve relativamente poco extensa, que, protegida por la sombra y por la forma particular del terreno que lo aloja, es capaz de subsistir en verano a mayores temperaturas, por debajo del límite de las nieves perpetuas, como un pequeño glaciar de circo. Son muy frecuentes en las zonas altas de las montañas, en las que toda la nieve caída en invierno no llega a derretirse completamente en primavera y verano. En las latitudes altas se pueden encontrar neveros casi en cualquier cota. En las latitudes medias se concentran a partir de los 2500 metros o 3000 metros, según la zona. En las zonas cálidas del planeta, se sitúan por encima de los 4000 o 5000 metros. A partir de una determinada superficie, un nevero se puede considerar como glaciar, por eso, las dimensiones de estos nunca llegan a ser muy grandes.
También se denomina helero a la placa de hielo que se forma durante las noches frías sobre la nieve al congelarse el agua de fusión de ésta.

## Formación
Durante el invierno, la capa de nieve que se va formando nevada tras nevada va cubriendo la totalidad del suelo. En primavera o verano, las nevadas remiten y la nieve comienza a fundirse dejando superficies descubiertas. Estas superficies sin nieve van creciendo, hasta el punto en que las superficies con nieve se reducen, formándose los neveros.
La diferencia entre un glaciar y un helero no es exclusivamente el mayor espesor del primero. Fundamentalmente, el helero es una masa estática de hielo y generalmente más pequeña. Sin embargo, el glaciar está dotado de movimiento propio, lo que supone que tiene un alto poder erosivo y de transporte de materiales que sedimenta formando morrenas.

### Ventisqueros
Se denomina ventisquero a las zonas de la montaña donde se forman los neveros. Estas zonas están protegidas, de modo que el viento forma torbellinos atrayendo la nieve. En los ventisqueros, durante las tormentas de nieve y ventiscas se arremolina una gran cantidad de nieve, acumulando unos espesores muy grandes.
Tanto en Chile como en Argentina suele utilizarse este término para referirse a formaciones glaciares encajonadas entre las montañas de la Patagonia, en especial a aquellas que no desembocan directamente en ríos o lagos, sino que sus deshielos caen en forma de cascadas desde las alturas en las que nacen.